# 弗利瑟姆
弗利瑟姆是德国莱茵兰-普法尔茨州的一个市镇。总面积8.38平方公里，总人口692人，其中男性340人，女性352人（2011年12月31日），人口密度83人/平方公里。